# Sejm konwokacyjny
Sejm konwokacyjny (z łac. con „współ” i vocatio „wzywanie”) – w I Rzeczypospolitej pierwszy sejm odbywający się w momencie nastania bezkrólewia. Był sejmem poprzedzającym wolną elekcję, podczas którego ustalani byli kandydaci do władzy. Ustalał także czas i miejsce elekcji oraz określał pacta conventa obowiązujące przyszłego króla.
Jego celem było ustalenie zasad obrad przyszłego sejmu elekcyjnego. Sejm ten miał możliwość uchwalania konstytucji większością głosów, dzięki temu nie można było go zerwać.
Pierwszy sejm konwokacyjny odbył się w 1573 roku po śmierci Zygmunta II Augusta, ostatni miał miejsce w roku 1764 przed wyborem na króla Stanisława Augusta Poniatowskiego. Sejmy konwokacyjne odbywały się w Warszawie.